# Khoshkīn (ort i Iran)
Khoshkīn (persiska: خشكين كوماسی, وَشكين, خُشگين, Khoshkīn-e Kūmāsī, خشکین) är en ort i Iran.   Den ligger i provinsen Kurdistan, i den nordvästra delen av landet, 400 km väster om huvudstaden Teheran. Khoshkīn ligger 1 548 meter över havet och antalet invånare är 277.
Terrängen runt Khoshkīn är huvudsakligen lite kuperad. Khoshkīn ligger nere i en dal. Runt Khoshkīn är det ganska tätbefolkat, med 60 invånare per kvadratkilometer. Närmaste större samhälle är Shūyesheh, 10,6 km sydost om Khoshkīn. Trakten runt Khoshkīn består i huvudsak av gräsmarker.